# Denny Wright
Denys Justin Wright (Bromley, 6 mei 1924 – Londen, 8 februari 1992) was een Britse jazzgitarist. Hoewel het meest bekend als gitarist, was zijn favoriete instrument piano, het enige muziekinstrument dat hij thuis zou bespelen. Travellin' Blues van Johnny Duncan and the Bluegrass Boys bevat Wrights pianospel.
Wright was jarenlang sessiemuzikant en trad vaak op als arrangeur en 'fixer' voor opnamesessies. Hij was een productieve componist van jazz en orkest. Hij leidde vele bands, van kleine ensembles tot nachtclubbands en orkesten. Hij werkte met Latijns-Amerikaanse en Jamaicaanse bands, waaronder Afro-Cubists van Kenny Graham. Hij speelde met het Carl Barriteau-orkest, de huisband van Decca Records onder Phil Green en af en toe met de band van Glenn Miller.
Tijdens zijn carrière werkte hij met Stéphane Grappelli, Lonnie Donegan, Johnny Duncan, Digby Fairweather, Ella Fitzgerald, Ken Snakehips Johnson, Billy Eckstine, Fapy Lafertin, Russ Conway, Biréli Lagrène, Humphrey Lyttelton, Nigel Kennedy en George Shearing.

## Biografie
Wright werd geboren in Deptford en groeide op in Brockley met frequente uitstapjes naar de Old Kent Road en de Elephant and Castle. Zijn vader was Joseph William Wright, een draadloze telegrafist voor het General Post Office, die tijdens de Eerste Wereldoorlog diende bij de Royal Engineers. Zijn moeder was Selina Elizabeth Stewart, die werd geboren in Hampstead. Wrights vaderlijke familie kwam uit Polstead en Boxstead in Suffolk, hoewel ze in 1881 naar Deptford verhuisden. Wrights eerste instrument was de piano. Zijn oudere broer Alex Wright was een semi-professionele gitarist vóór de oorlog en de tien jaar jongere Denny Wright probeerde al snel de gitaar van zijn broer te bespelen. Hij begon professioneel te spelen vóór de Tweede Wereldoorlog terwijl hij op school zat. Hij gebruikte bijna altijd zijn duim op de bovenste E-snaar en kon alleen zo snel spelen als hij kon zingen. Hij zong vaak mee terwijl hij een solo speelde, zoals op Donegans hit Don't You Rock Me Daddy-O (Verenigd Koninkrijk, #4), opgenomen in 1957.
Wright bracht het eerste deel van de Tweede Wereldoorlog door in jazzclubs in het West End van Londen, waar hij sessiewerk deed en in bands speelde tijdens radioshows. Hij werkte rond 1941 voor het eerst met Grappelli in Londen. Op school diende Wright bij de hulpbrandweer in Brockley. Hij was medisch ongeschikt om te dienen wegens een kinderblessure bij een verkeersongeval in 1930, dat hem zijn milt en de helft van zijn lever kostte. Hij trad toe tot Entertainments National Service Association (ENSA), vermaakte de troepen en was aan het einde van de oorlog gestationeerd in 's-Hertogenbosch.
In 1945 begon hij de eerste bopclub in Londen. In de Fullado in New Compton Street speelde hij piano en gitaar. In de late jaren 1940 toerde hij met het orkest van Francisco Cavez door Italië en het Midden-Oosten en trad hij op in het paleis van koning Farouk.
Gedurende de jaren 1950 zorgde Wright voor gitaarbegeleidingen voor Lonnie Donegan, Johnny Duncan, Humphrey Lyttelton en Marie Bryant en verscheen hij in de Guitar Club op de BBC. In 1952 vergezelde hij Tex Ritter voor een seizoen in het Texas Western Spectacle in de Haringey Arena. Met Digby Fairweather, Roy Williams, Johnny Van Derrick, Jack Fallon, Tony Crombie en Jack Fallon begeleidde Wright Joel David op Old Bones en voegde hij een gitaarsolo toe aan Joel Davids nummer Be My Valentine Tonight.
Het Denny Wright Trio met violist Bob Clarke bracht skiffle en jazz in 1957 naar de Sovjet-Unie voor het 6e Wereldfestival voor jeugd en studenten. Van 1940 tot het begin van de jaren 1980 werkte Wright als sessiemuzikant en speelde hij gitaar voor Mary Hopkin, Dusty Springfield en Tom Jones. Zijn improvisatiestijl kwam naar voren in zijn werk met Donegan. Wright speelde op jazz, blues en Django Reinhardt en speelde akoestische archtopgitaar en elektrische gitaar.
Met Bill Bramwell, Les Bennetts en Jimmy Currie hielp hij de volgende generatie Britse gitaristen inspireren die met blues in een rockcontext werken. George Harrison probeerde Wrights solo Last Train to San Fernanado te spelen.
Tijdens de jaren 1960 produceerden hij en Keith Cooper, naast de sessie voor Mary Hopkin en Tom Jones, Tribute to the Hot Club als The Cooper-Wright Quintet. Wright werkte ook uitgebreid met folkzanger Steve Benbow en de platenmaatschappij Rediffusion. In de jaren 1970 werkte hij en platenproducent Anton Kwiatkowski aan albums voor het label Music for Pleasure van EMI Records. Hij vergezelde Grappelli op het Cambridge Folk Festival en enkele jaren daarna.
In 1978 formeerde hij de band Velvet met Ike Isaacs, Len Skeat en Digby Fairweather. Na Velvet vormde hij een band met Don Harper, voordat hij de Hot Club of London hervormde met Johnny van Derrick (viool), Gerry Higgins (contrabas) en zijn protegé Robert Seaman (gitaar). Wright speelde met de Hot Club of London in het Verenigd Koninkrijk, evenals op jazzfestivals in Eindhoven, Londen en Cork. Zijn laatste optreden was eind 1991 in The Grapes in Shepherd Market, Mayfair met van Derrick.
Wright gaf privélessen op middelbare scholen in Londen en hij gaf les aan het Royal College of Music over het leven van een sessiemuzikant.

## Onderscheidingen
In 1980 werd Wright uitgeroepen tot 'BBC Jazz Society Musician of the Year'.

## Privéleven en overlijden
Wright trouwde in 1969 met Barbara, een tekstschrijver en actrice. Hun zoon St. John werd geboren, terwijl Wright in 1963 met Donegan op het podium stond. Barbara overleed op 16 februari 1989 na een achtjarige strijd tegen borstkanker. Ze waren 27 jaar getrouwd. Wright overleed op 8 februari 1992 op 67-jarige leeftijd in Londen na een strijd van negen jaar tegen blaaskanker.

## Discografie

### Als leader
- 1971: Mr. Guitar

### Als sideman
Met Lonnie Donegan
- 1956: Lonnie Donegan Showcase
- 1957: Lonnie Donegan Live, 1957

Met Johnny Duncan
- 1957: Johnny Duncan's Tennessee Song Bag
- 1996: Last Train to San Fernando

Met Stéphane Grappelli
- 1973: Live in London
- 1974: I Got Rhythm
- 1975: Fascinating Rhythm
- 1988: Menuhin & Grappelli Play Berlin, Kern, Porter & Rodgers & Hart
- 1988: Menuhin & Grappelli Play Gershwin
- 1997: Sweet Georgia Brown
- 1998: Fit as a Fiddle
- 1998: Live in Europe
- 2000: Live at the Cambridge Folk Festival

Met anderen
- 1955: Barrel House Johnny Parker's Washboard Band
- 1969: Tribute to the Hot Club, Cooper-Wright Quintet
- 1972: Friendly Folk, Steve Benbow
- 1978: Combo Don Harper
- 1979: Velvet, Digby Fairweather, Ike Isaacs, Len Skeat
- 1981: Solo Flight, Wild Bill Davison
- 1993: Running Wild, Wild Bill Davison
- 1993: Songs of Ireland, Steve Benbow
- 2008: The Early Years, George Shearing

### Singles
- 1954: Georgia, Marie Bryant met het Mike McKenzie Quartet
- 1956: Lost John, (Trad. arr Donegan) Lonnie Donegan
- 1956: Stewball, (Trad. arr Donegan) Lonnie Donegan
- 1956: Bring a Little Water, Sylvie, (Trad. arr Ledbetter, Donegan, Campbell) Lonnie Donegan
- 1956: Don't You Rock Me Daddy-O, (Varley, Whyton) Lonnie Donegan
- 1957: Cumberland Gap, (Trad. arr Donegan) Lonnie Donegan
- 1957: Last Train to San Fernando, Johnny Duncan

- Bibliothèque nationale de France: cb139384343 (data)
- International Standard Name Identifier: 0000 0003 8419 1141
- Library of Congress Control Number: no98030149
- MusicBrainz: e9af04fc-ab9c-4dae-97a8-f7b85976cfe7
- Système universitaire de documentation: 254085563
- Virtual International Authority File: 273962821